# Giovanni Battista Gaulli
Giovanni Battista Gaulli (Génova, 8 de mayo de 1639-Roma, 2 de abril de 1709), también conocido con los nombres de Baciccio, Il Baciccio o Baciccia (todos hipocorísticos genoveses para Giovanni Battista), fue un pintor italiano barroco tendente al rococó. Es conocido sobre todo por su fresco de bóveda ilusionista, grandioso, influido por Gian Lorenzo Bernini, en la iglesia del Gesù en Roma.

## Biografía y desarrollo de su estilo

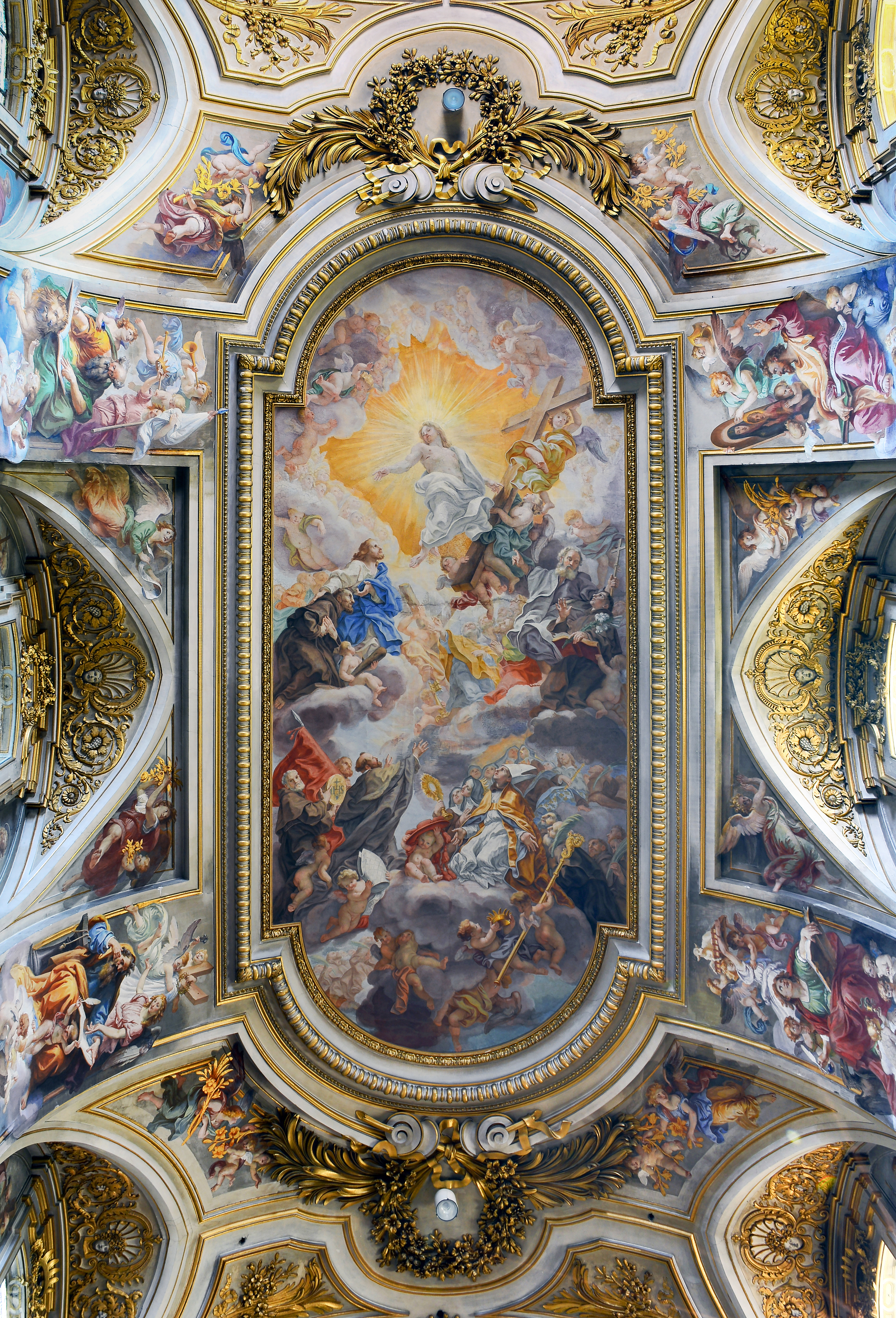
Triunfo de la orden franciscana. Iglesia de los Santos Apóstoles, Roma.

Gaulli nació en Génova, donde sus padres murieron durante la plaga de 1657. Inicialmente fue aprendiz con Luciano Borzoni. A mediados del siglo XVII, la Génova de Gaulli era un centro cultural italiano cosmopolita abierto tanto a empresas comerciales como artísticas de los países del Norte de Europa, incluyendo países con poblaciones no católicas tales como Inglaterra o las provincias holandesas. Pintores como Pedro Pablo Rubens y Anton van Dyck permanecieron en Génova durante algunos años. Las primeras influencias de Gaulli habrían venido de una mezcla ecléctica de estos pintores extranjeros y otros artistas locales incluyendo a Valerio Castello, Giovanni Benedetto Castiglione, y Bernardo Strozzi, cuya cálida paleta adoptó Gaulli. En los años sesenta del siglo XVII, experimentó con una paleta más fría y lineal, en la línea del clasicismo boloñés.
Pronto, sin embargo, se trasladó a Roma. En 1662, fue aceptado en la academia de pintores de San Lucas, donde más tarde desempeñaría varios cargos. Al año siguiente, recibió su primer encargo público para un retablo, en la iglesia de San Rocco, Roma. Recibió muchos encargos privados para obras mitológicas y religiosas.
Desde 1669, sin embargo, después de una visita a Parma, donde pudo ver el fresco de Correggio para la catedral de Parma, la pintura de Gaulli adquirió un aspecto más pictórico, menos lineal, y la composición, organizada di sotto in su («desde abajo mirando hacia arriba»), influiría su posterior obra maestra. En el momento álgido de su carrera, Gaulli fue uno de los retratistas más estimados de Roma. No se le conoce bien por otros medios distintos de la pintura, pero han sobrevivido muchos dibujos suyos en diferentes medios. Todos son estudios de pinturas.
Gaulli murió en Roma, poco después del 26 de marzo de 1709, probablemente el 2 de abril.

### Frescos para la iglesia del Gesù

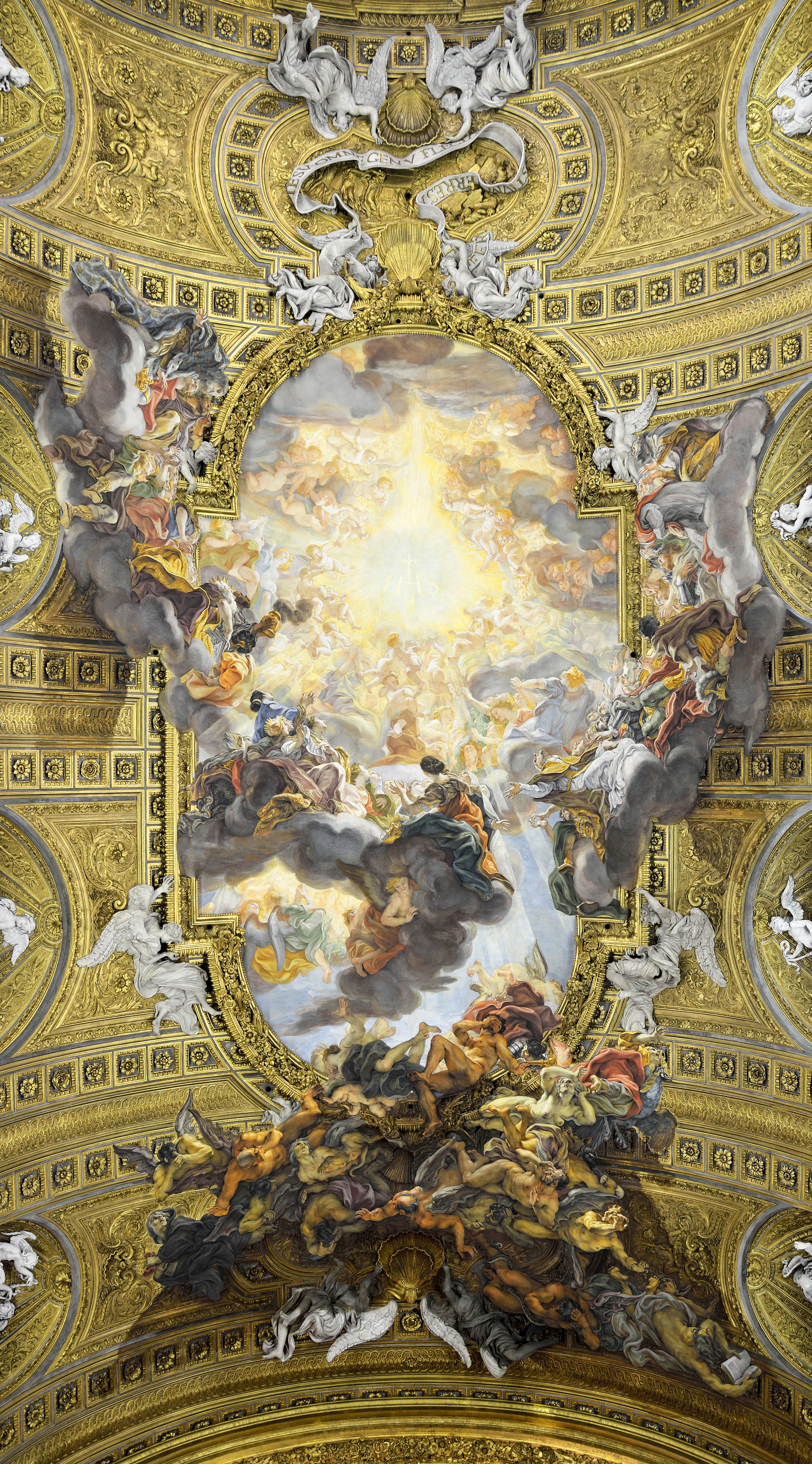
La Veneración del Santo Nombre de Jesús, en el techo de la nave de la Iglesia del Gesù en Roma.

En la primera mitad del siglo XVII, se había ejecutado la extensa decoración interior de dos de las iglesias «madre» (San Andrés della Valle y la Chiesa Nuova), de dos principales órdenes de la contrarreforma, los Teatinos y los Oratonianos. No había ocurrido lo mismo con las dos grandes iglesias jesuitas en Roma, que, aun siendo ricas en mármol y piedra, permanecían artísticamente vírgenes a mediados del siglo XVII. Este vacío habría resultado particularmente evidente en la iglesia del Gesù por el techo de escayola de la nave. Los fondos y la inercia paralizaron su decoración. 
En 1661, la elección de un nuevo general de la orden jesuita, Gian Paolo Oliva, hizo que avanzase la decoración. Un recién admitido en la orden, el francés Jacques Courtois (escrito también como Giacomo Borgognone) se había convertido en un pintor respetado y fue el candidato principal a la decoración. Oliva y el líder de la principal familia mecenas, el duque de Parma, Ranuccio II Farnesio cuyo tío Alejandro Farnesio había dotado la construcción de la nueva iglesia, comenzó a negociar si Borgognone debía decorar o no la cúpula. Oliva quería que el encargo fuera a parar a su compañero jesuita, pero se sugirieron otros nombres prominentes, como Maratta, Ferri, y Giacinto Brandi. Al final, gracias al persuasivo apoyo de Bernini y muy posiblemente su fuerte guía después, Oliva obtuvo el prestigioso encargo para un Gaulli de sólo 22 años. Esta elección podría haber sido hasta cierto punto controvertida, puesto que las figuras desnudas de Gaulli que recientemente había pintado al fresco en las pechinas de Sant'Agnese in Agone habían ofendido a algunos, y, como había ocurrido con los frescos del altar de la Capilla Sixtina, obra de Miguel Ángel, habían requerido que se pintara encima para ponerles ropa.
Gaulli decoró toda la cúpula, incluyendo la linterna y las pechinas, la bóveda central, las ventanas y los techos del transepto. El contrato original estipuló que la cúpula se hiciera en dos años, y el resto al cabo de diez años. Si lograba la aprobación, le pagarían 14 000 scudi más los gastos. El fresco de la bóveda principal de Gaulli fue desvelado en la Nochebuena de 1679. Después de esto, siguió pintando al fresco las bóvedas de la tribuna y otras zonas de la iglesia hasta 1685.
El programa de Gaulli para la nave se cree que estuvo muy supervisado por Oliva y Bernini; aunque no está claro cuánto contribuyeron ellos tres y si todos compartían la misma filosofía. Durante esta época, Bernini supuestamente propugnó algunas enseñanzas quietistas del sacerdote español Miguel de Molinos, quien más tarde fue condenado como hereje y en no pequeña medida gracias a los esfuerzos jesuitas. Molinos proponía que Dios era accesible internamente a través de la experiencia individual, mientras que los jesuitas veían a la iglesia y el clero como un intermediario esencial para acceder a la salvación de Cristo. Por tanto Oliva habría pedido a Gaulli probablemente que conmemorara a los jesuitas frecuentemente martirizados como la fuerza de choque en sociedades heréticas y paganas, llevando el encargo de la Contrarreforma papal. Al final, justo al tiempo que Bernini aprobó la mezcla de fresco y yeso en esta nueva concepción plástica, Gaulli mezcla estas ideas de una manera que al final eran aceptables para su patrón.
La obra maestra de la nave de Gaulli, la Veneración del Sagrado nombre de Jesús (también conocida como Veneración, Adoración, o Triunfo del Santo Nombre de Jesús), es una alegoría de la obra de los jesuitas que envuelve a los devotos (o a los espectadores) que están abajo en un remolino de devoción. Figuras que se arremolinan en el oscuro borde (de la entrada) distal de la base del marco de la composición el cielo abierto, siempre ascendiendo hacia una visión celestial de infinita profundidad. La luz del nombre de Jesús - IHS - y el símbolo de la orden jesuita es recogida por patronos y santos sobre las nubes; mientras que en la oscuridad inferior, el brillo dispersa a los herejes, como golpeados por la onda expansiva del Juicio Final. El gran efecto teatral aquí inspirado y desarrollado bajo su mentor, suscitó críticas que etiquetaron a Gaulli como un «Bernini de la pintura» o un «portavoz de las ideas de Bernini».
Los frescos de Gaulli eran una hazaña de la pintura ilusionista, representando el techo de la iglesia abierto sobre el espectador (y el panorama es visto con verdadera perspectiva di sotto in su, similar a la Asunción de la Virgen de Correggio en el techo de la catedral de Parma o a la gran alegoría que pintó Cortona en el palacio Barberini. El techo de Gaulli es una obra maestra de la quadratura (ilusionismo arquitectónico) que combina figuras y arquitectura en estuco con otras pintadas. El alumno de Bernini, Antonio Raggi proporcionó las figuras de estuco, y desde el suelo de la nave, es difícil distinguir los ángeles pintados de los realizados con estuco. La composición de figuras desbordan los bordes del marco lo que sólo aumenta la ilusión de los fieles alzándose milagrosamente hacia la luz que queda por encima.

### Obra posterior y legado

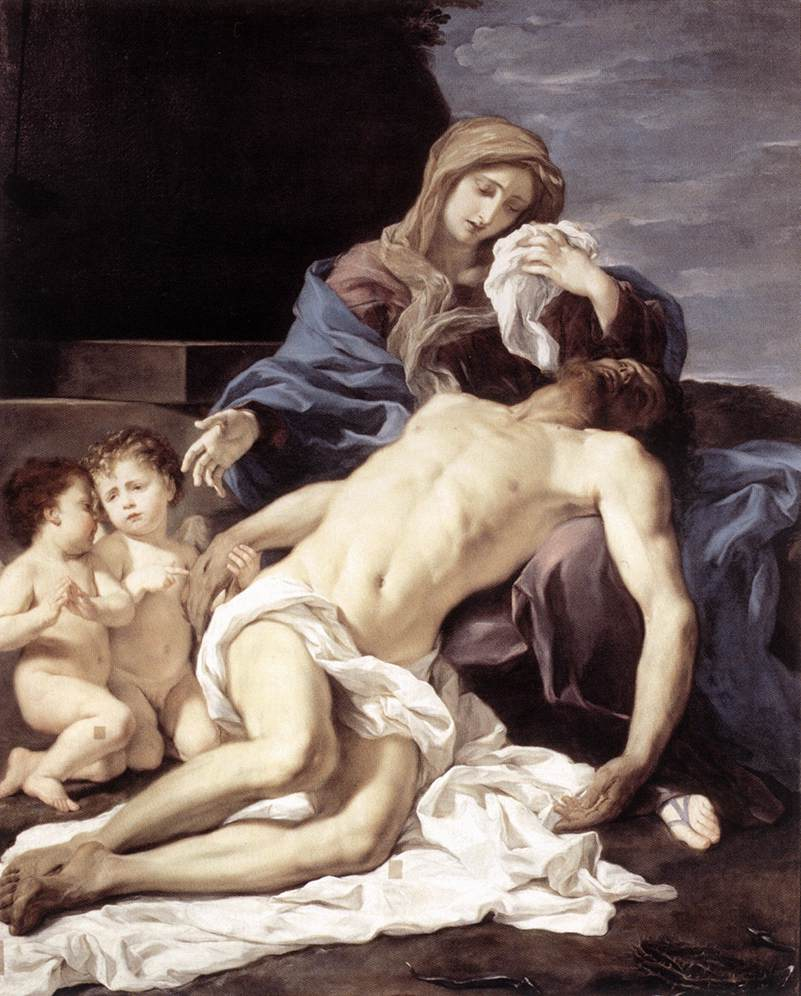
Pietà, Galería Nacional de Arte Antiguo, Roma.

Una serie de techos semejantes fueron pintados en las naves de iglesias romanas durante las últimas tres décadas del siglo XVII, incluyendo la colosal alegoría de Andrea Pozzo en la otra iglesia jesuita de Roma, San Ignacio, así como la obra de Domenico Maria Canuti y Enrico Haffner Apoteosis en Santissimi Domenico e Sisto. En el siglo XVIII, Tiepolo y otros continuaron la quadratura en el estilo rococó. Pero conforme el movimiento del alto barroco evolucionó hacia el más juguetón rococó, la popularidad de este estilo disminuyó. en sus últimas obras, Gaulli también tomó esa dirección. Así, en contraste con la grandeza de su composición en Il Gesù, vemos a Gaulli adoptando gradualmente colores menos intensos, y composiciones más delicadas después de 1685 —todas con el sello distintivo del Rococó—.
Gaulli acumuló un gran número de alumnos. Es descrito como «de rápido encolerizarse; pero también rápidamente se recobraba, cuando la razón quedaba satisfecha... generoso, de mente liberal y caritativo, especialmente con los pobres».

### Lista de obras
- La veneración del Santo Nombre de Jesús/Adoración del Nombre de Jesús/Triunfo en el Nombre de Jesús (Il Gesù, Roma) (1674-1679)
- Cuatro virtudes cardinales (Sant' Agnese, Roma)
- Autorretrato (Uffizi)
- Retratos de siete papas consecutivos:
  - Alejandro VII
  - Clemente IX
  - Clemente X
  - Inocencio XI
  - Alejandro VIII
  - Inocencio XII
  - Clemente XI